# 2209 Tianjin
2209 Tianjin је астероид главног астероидног појаса са пречником од приближно 16,44 .
Афел астероида је на удаљености од 3,036 астрономских јединица (АЈ) од Сунца, а перихел на 2,655 АЈ.
Ексцентрицитет орбите износи 0,066, инклинација (нагиб) орбите у односу на раван еклиптике 2,611 степени, а орбитални период износи 1753,348 дана (4,800 године).
Апсолутна магнитуда астероида је 10,90 а геометријски албедо 0,285.
Астероид је откривен 28. октобра 1978. године.